# Salvatore Gallo (artiste)
Pour les articles homonymes, voir Salvatore Gallo et Gallo.
Salvatore Gallo, naît le 7 janvier 1928 à Vittoria en Sicile et mort le 12 juin 1996 à Paris, est un artiste peintre et un sculpteur franco-sicilien. 
Il fut marié à Jacqueline Puiseux, puis France Léveillé-Gallo, dernière femme.
Il est le père de 4 enfants issues d'unions différentes dans des pays différents : Andréa (Sicile), Andrew (Angleterre), Olivier puis Paméla (France).

## Biographie
Salvatore Gallo naît le 7 janvier 1928, à Vittoria en Sicile. Il étudie d'abord auprès de Carlo Carrà à Turin de 1946 à 1949[réf. souhaitée]. Plus tard, en 1955 pendant deux ans[réf. souhaitée], il étudie auprès de David Alfaro Siqueiros au Mexique.
En 1958, Salvatore Gallo s'installe à New York, où il présente sa première grande exposition à la Chiser Gallery. Il entame alors une collaboration avec son cousin Frank Gallo, professeur d'art à l'université de Boston. Ils réalisent alors ensemble plusieurs grandes commandes et organisent une grande exposition à Tel-Aviv en Israël.[réf. souhaitée]
Il s'installe à Paris en 1964.
En 1965, Salvatore Gallo tient sa première grande exposition à l'Académie Dufaux à Paris. En même temps, il participe à la grande exposition Art Fantastique à la galerie Langlois à Paris.[réf. souhaitée]
Salvatore Gallo reçoit une grande reconnaissance lorsqu'il expose ses sculptures à l'ambassade d'Italie à Paris et au Musée national d'art moderne.[réf. souhaitée]
En 1969, il participe à l'exposition Depuis Rodinoù il reçoit la Médaille de bronze.[réf. souhaitée]
En 1970, il est honoré à nouveau en reconnaissance de son travail avec la Médaille d'argent à la Biennale internationale de Juvisy. En 1972, il remporte la Médaille d'or à la Biennale internationale de Juvisy, dont le point culminant est le Grand Prix Eme de Juan-les Pins.[réf. souhaitée]
À partir de 1972, il travaille dans la colonie d'artistes à Nogent-sur-Marne. Il vit dans un hameau de Bagneaux.
Salvatore Gallo meurt le 12 juin 1996 dans le 7e arrondissement de Paris.
Il est enterré au Cimetière du Montparnasse.

## Lègue et vernissage posthume
Sa veuve, France Léveillé-Gallo, donne en mai 2014 une centaine de pièces en faveur de la Communauté de communes de la Vanne et du Pays d'Othe (CCVPO).
Lors d'un vernissage en novembre 2016 à Villeneuve-l'Archevêque, une dizaine d'œuvres contemporaines de Salvatore Gallo sont exposées.

## Œuvres
Un article de L'Yonne républicaine écrit que ses sculptures : « sont des œuvres modernes réalisées en marbre, en bois, ou en bronze, selon des formes animées par un mouvement constant ».